# Rosaria Capacchione
Rosaria Capacchione (Napoli, 16 febbraio 1960) è una giornalista e politica italiana.

## Biografia

### Carriera giornalistica
Giornalista professionista dal 1983, dal 1985 al 31 marzo 2018 ha lavorato per il giornale Il Mattino di Napoli a Caserta e Napoli stessa, curando le pagine di cronaca nera e giudiziaria, per poi da aprile 2018 collaborare con Fanpage.it.
È autrice del libro L'oro della camorra, che tratta dell'ascesa del clan dei casalesi e della loro penetrazione nei vari settori dell'economia italiana. Una copia di questo libro è stata ritrovata dai carabinieri nel covo del latitante Giuseppe Setola, durante il blitz del 12 gennaio 2009. Un'altra copia era nel bunker sotterraneo in cui è stato arrestato il latitante Michele Zagaria il 7 dicembre 2011.
A causa del suo lavoro di cronista giudiziaria e per la sua attività contro la camorra, è stata negli anni più volte minacciata di morte e per questo è costretta a vivere sotto scorta.
Per la sua attività professionale le sono stati assegnati importanti riconoscimenti:
- Premio Coraggio 2009 - Brescia 2009
- Premio “Gerbera gialla” il fiore simbolo dell'impegno contro tutte le mafie - Reggio Calabria 2009
- Premio giornalistico "città di Salerno" - 2009
- Premio Estense 2008 - Ferrara 2008
- Premio “Elsa Morante” per l'impegno civile - New York 2008
- Premio Nazionale “Paolo Borsellino” - 2008
- Premio “Napoli” - 2008
- Premio “Testimone di pace” sezione informazione - Roma 2008
- Premio Colombe d'Oro per la Pace, assegnato dall'Archivio disarmo - 2008
- Premio “Libertà” promosso da “Articolo 21” - 2008
- Premio “Enzo Biagi” categoria giornalisti - 2008

### Attività politica
Alle elezioni europee del 2009 viene candidata al Parlamento europeo, tra le liste del Partito Democratico nella circoscrizione Italia meridionale, dove ha ricevuto circa 73 000 preferenze non riuscendo, però, ad essere eletta. In seguito Capacchione ha puntato il dito contro il Partito Democratico, accusandolo di non averla sostenuta.
Il 3 gennaio 2013 viene annunciata la sua candidatura al Senato della Repubblica alle prossime elezioni politiche, dal segretario del PD Pier Luigi Bersani, nelle liste del PD come capolista in circoscrizione Campania, dove viene eletta. Nel corso della XVII legislatura è stata componente della Commissione parlamentare antimafia e segretaria della 2ª Commissione Giustizia.
Non viene più ricandidata alle elezioni politiche del 2018, in quanto esclusa dalle liste del Partito Democratico, ma aveva già preannunciato la sua decisione di non ricandidarsi ad aprile 2016.

## Opere
- 2008: L'Oro della Camorra, Editore: Rizzoli, ISBN 8817027456, ISBN 9788817027458